# Chromodoris strigata
Chromodoris strigata is een zeenaaktslak die behoort tot de familie van de Chromodorididae. Deze slak leeft in het Groot Barrièrerif en in de ondiepe wateren rond Madagaskar. De slak is met uitsterven bedreigd en mag niet meer gevangen worden.
De slak is zwart en blauw tot lichtblauw gestreept, met een gele tot oranje rand. Ze wordt, als ze volwassen is, zo'n 3 tot 5 cm lang.